# Microchilo
Microchilo is een geslacht van vlinders van de familie grasmotten (Crambidae).

## Soorten
- M. acroperalis Hampson, 1908
- M. elgrecoi Bleszynski, 1966
- M. eromenalis Hampson, 1919
- M. fulvizonella Hampson, 1896
- M. fulvosignalis Snellen, 1880
- M. gelastis (Meyrick, 1887)
- M. griseofuscalis Rothschild, 1916
- M. inexpectellus Bleszynski, 1965
- M. inouei Okano, 1962
- M. isodeta Turner, 1904
- M. javaiensis Bleszynski, 1966
- M. kawabei Inoue, 1989
- M. murilloi Bleszynski, 1966
- M. nugalis Snellen, 1880
- M. snelleni Bleszynski, 1966
- M. syndyas Meyrick, 1938